# Tidskrift för Folkets Rättigheter
Tidskrift för Folkets Rättigheter (TfFR eller TffR) var 1977-2018 en svensk juridisk tidskrift med fokus främst på frågor rörande svensk och internationell lagstiftning beträffande medborgerliga rättigheter. Tidningen grundades 1977 av föreningen FiB-juristerna.
Tidningen utkom fyra gånger om året i tryckt form från 1977 till 1988 och 1993 till 2007. Från 2008 ersattes pappersupplagan med en nättidning. Redaktör var länge Erik Göthe.
Bland de återkommande skribenterna märks bland andra Anders Björnsson, Anders R Olsson, Stefan Lindgren, Carl-Magnus Wendt, Patrik Nyberg, Kurt Junesjö, Thure Jadestig och de framlidna Knut Carlqvist, Kalle Hägglund, Bo G. Nilsson, Tor Bergman och Nils Bejerot. Omskrivna ämnen var bl.a. offentlighetsprincipen och grundlagarnas paraplyeffekt.
Löpande publiceringar skedde i nättidningen fram till och med november 2018. Sommaren år 2020 löpte webbplatsen för tidskriften, tffr.org, ut och domännamnet förnyades inte. Tidskriften är således numera nedlagd.